# Gruppe von Montauban 11
Als Gruppe von Montauban 11 wird eine Gruppe antiker griechischer Vasenmaler, die gegen Ende des 6. Jahrhunderts v. Chr. in Athen tätig waren, bezeichnet.
Die Gruppe von Montauban 11 war etwa zur selben Zeit wie die sogenannte „Pioniergruppe“ des rotfigurigen Stils aktiv. Die Vertreter der Gruppe gehörte zu den frühen rotfigurigen Schalenmalern. Wie auch andere Schalenmaler dieser Zeit testeten die Maler der Gruppe die Möglichkeiten der neuen Technik aufgrund der vergleichsweise kleineren Arbeitsfläche – des Inneren sowie der beiden Außenseiten der Schalen – noch nicht in derselben Tiefe aus, wie es die Vertreter der Pioniergruppe auf größeren Vasen schon taten, dennoch trugen auch die Schalenmaler ihren Teil zum Erfolg des neuen Stils bei.
John D. Beazley hat den Stil der Gruppe innerhalb des zehntausende Teile umfassenden Bestandes bekannter attisch-rotfiguriger Vasen und Fragmente erkannt und seine Werke grundlegend zusammengestellt. Das überlieferte Œuvre der Gruppe ist sehr gering und umfasst derzeit nur eine bekannte Schale sowie ein weiteres Schalenfragment. Nach dem Museum und der Inventarnummer erhielt die Gruppe ihren Notnamen. Beazley hält es für möglich, dass es sich statt um eine Gruppe auch nur um einen einzelnen Maler handeln könnte. Stilistisch erinnern die Werke stark an die des Euergides-Malers und seines Umkreises.
Werkliste
1. Schalenfragment, Musée Ingres in Montauban, Inventarnummer 11, Motiv Innen: rennender Jüngling[1]
2. Schale, Museo Arqueológico Nacional de España in Madrid, Inventarnummer 612, gefunden in Ampurias, Motiv Innen: Komosszene, Mann mit Skyphos und Schöpfkelle[2]